# Carrer de Francesc Layret
El carrer de Francesc Layret, tradicionalment conegut com la carretera o el carrer Reial o Real, o més popularment com «la carretera», és una de les principals vies de comunicació de Badalona per on encara avui transcorre la N-2, entre l'avinguda d'en Martí Pujol, iniciant-se des del carrer de la Creu, i el carrer d'en Prim, on continua pel carrer de Sant Bru. Porta el nom en homenatge a l'advocat i polític Francesc Layret i Foix.

## Història
La via coincideix amb el tradicional camí Ral, nom que es documenta el 1746, moment en què hi havia unes poques cases construïdes en aquest camí que era la principal via de comunicació de la localitat amb Barcelona i Mataró des de l'edat mitjana, i tot i que la carretera travessava tot el terme municipal, només com carretera Reial es coneixia al tram més cèntric. Actualment és un dels trams de la encara de la carretera N-2. En ple franquisme, es van fer obres d'urbanització que va comportar al desdoblament de la carretera i el 1952 les obres es van enllestir entre el carrer d'en Prim i la riera de Sant Joan, donant lloc al carrer de la Via Augusta, que continua pel d'Anselm Clavé.
El nom de Ral, Real o Reial, és el que es va mantenir en termes generals fins a 1928, sota la forma de carrer o carretera Real o carretera Reial, nom finalment oficialitzat per l'Ajuntament de Badalona el 16 de març de 1876. Les excepcions fou entre 1868 i 1876, quan dugué el nom de Revolució, en honor de la revolució La Gloriosa de 1868 i entre 1928 i 1931, quan dugué el nom de General Primo de Rivera, en honor del dictador del moment. El 1925 se li hauria d'haver donat el nom d'Alfons XIII al carrer, però finalment no se li va donar i fou escollit un altre tram de la carretera, entre Sant Adrià i l'avinguda del Marquès de Mont-roig. Durant la Segona República se li atorgà el nom de l'advocat i polític Francesc Layret i Foix el 5 de maig de 1931. Després de la Guerra Civil es va recuperar breument el nom de Real el febrer de 1939, tanmateix pocs mesos després se li va donar de nou el de General Primo de Rivera. Després de celebrar-se les primeres eleccions municipals durant la Transició Espanyola, el 27 d'abril de 1979 se li donà de nou el nom de Francesc Layret, per la seva significació i vigència, que encara ostenta.

## Punts d'interès

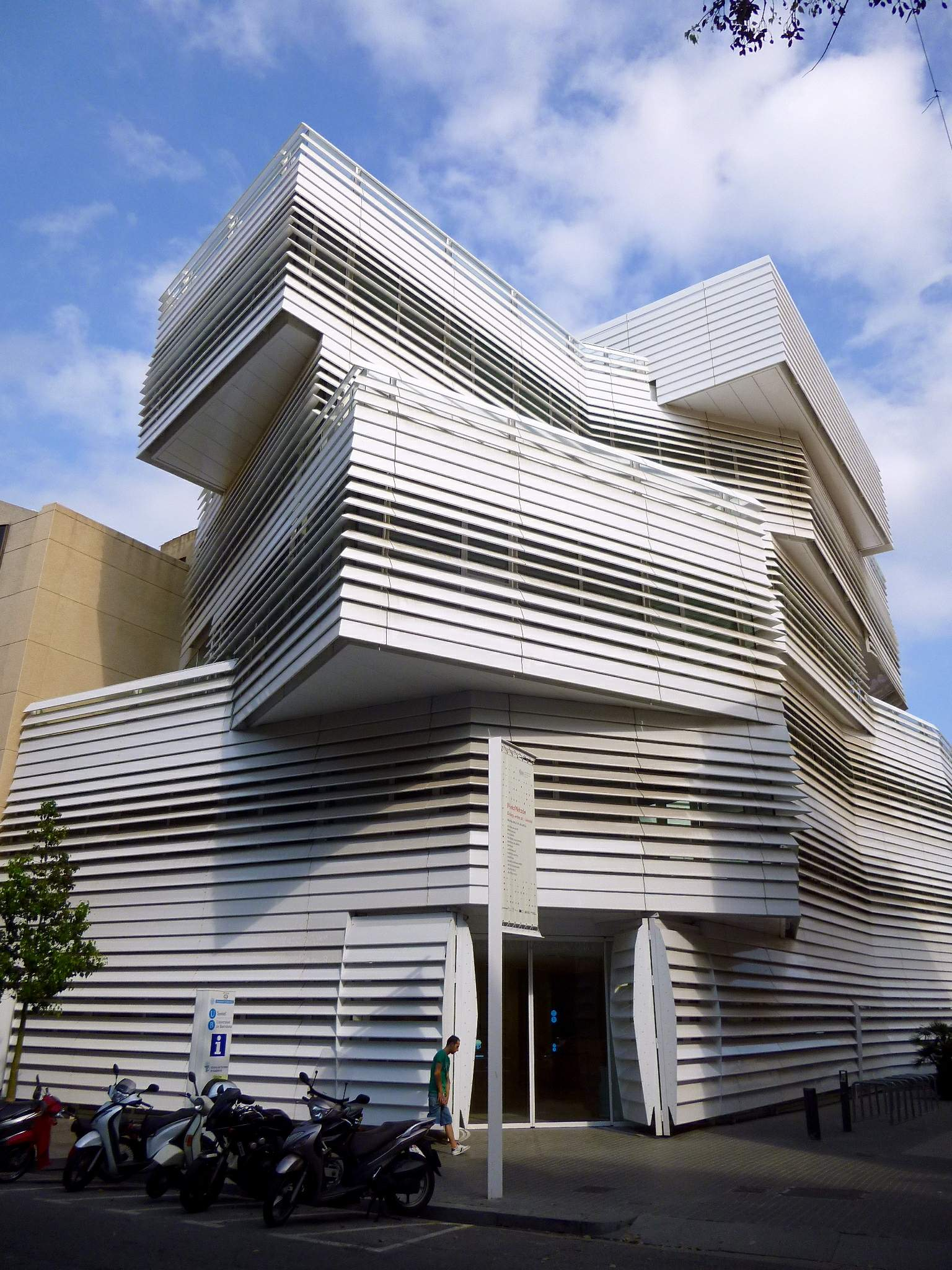
El modern edifici del Centre Cultural El Carme, a la cantonada amb el carrer de Sant Francesc d'Assís.

Al carrer hi ha diversos edificis emblemàtics, el Teatre Margarida Xirgu, que ocupa el lloc de l'antiga masia de Can Llagosta, i en origen un cinema construït en estil mudèjar que va durar fins als anys 80 i reconvertit poc després en teatre municipal; una de les façanes de la Casa de la Vila i la mateixa plaça de la Vila és oberta a aquest carrer, també l'edifici del Círcol Catòlic (actualment conegut només com El Círcol), on l'entitat fundada el 1879 es va instal·lar després de la guerra civil; la sala d'actes de la Societat Coral La Badalonense, tot i que la seva entrada és pel carrer de Sant Anastasi. On antigament hi havia hagut la Clínica del Carme, des de 2012 s'hi alça el modern edifici del Centre Cultural El Carme, on hi ha l'Oficina de Turisme de la ciutat i la Universitat de Barcelona hi té una de les seves àrees de formació complementària. També l'edifici del Conservatori Professional de Música, antiga Escola del Treball, fa cantonada amb el carrer.
Pel que fa als seus comerços, al llarg de la seva història ha estat ocupada per molts tipus de botigues, una de les més conegudes actualment és la Gelateria i Torroneria Can Soler, que també té botiga a l'emblemàtic carrer de Mar.